# Hacı-Bayram-Türbe

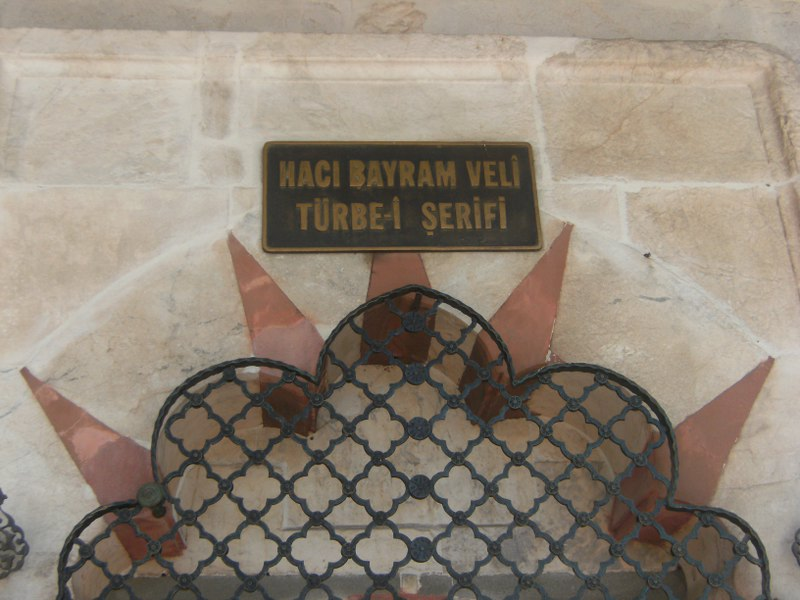
Inneres der Kuppel

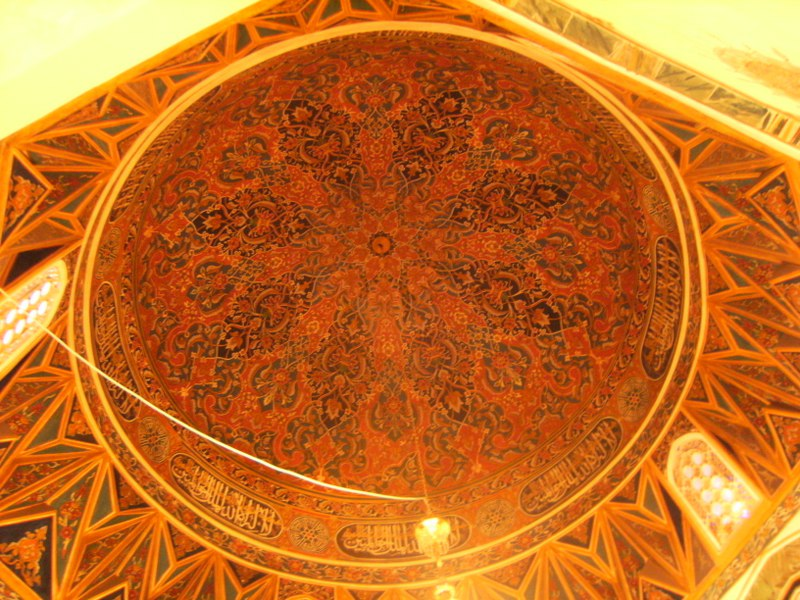
Tavanne

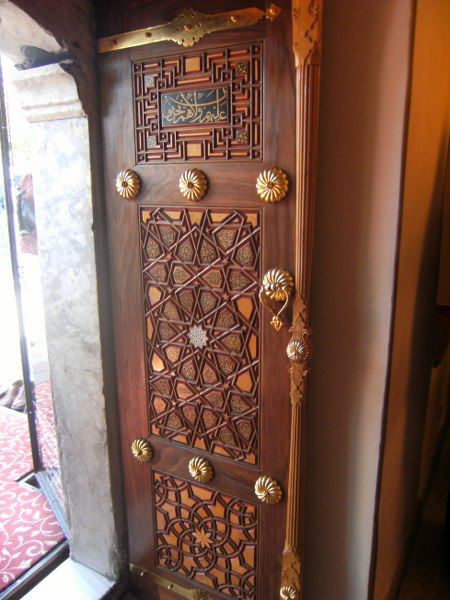
Eingangstor

Das Grabmal des Hacı Bayram-i Veli oder kurz Hacı-Bayram-Türbe (türkisch Hacı Bayram Türbesi) ist das Grabmal (Türbe) und Mausoleum des Hacı Bayram-i Veli, der den Sufiorden der Bayramiyye um etwa 1400 in Ankara gründete.
Das Mausoleum des Hacı Bayram-i Veli wurde im Jahre 1429 direkt angrenzend an den  Mihrāb der Hacı-Bayram-Moschee errichtet. Das Grabmal hat einen viereckigen Grundriss, einen achteckigen Tambour und wird von einer Kuppel aus Blei überspannt.

## Weblinks

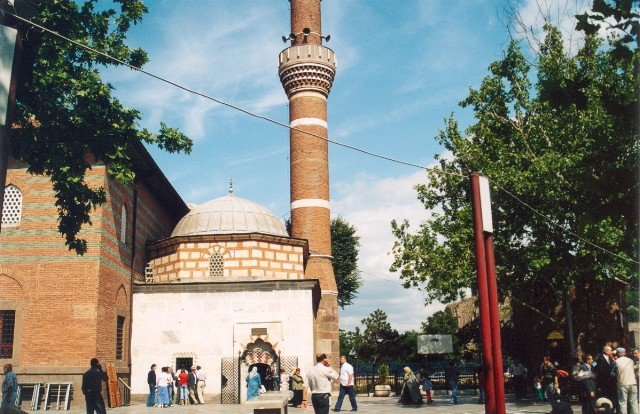
Hacı-Bayram-Türbe